# Młot wciągarkowy
Młot wciągarkowy – jeden z najstarszych młotów kafarowych, stosowany do wbijania niedużych pali drewnianych, żelbetowych lub stalowych. Masa bijaka do 5 ton.
Zasada działania jest następująca: bijak młota jest podnoszony na określoną wysokość przy użyciu wciągarki i następnie opuszczany poprzez zwolnienie sprzęgła, lub zapadki wciągarki lub zaczepu liny. Wtedy energia kinetyczna bijaka jest przekazywana na wbijany pal.
Ze względu na sposób zwalniania bijaka wyróżnia się:
- młoty wciągarkowe z liną stałą
- młoty wciągarkowe z liną odczepną

Natomiast ze względu na prowadzenie bijaka:
- prowadnicowe
- swobodne